# Giedyle
Giedyle (deutsch Gedilgen) ist ein Ort in der polnischen Woiwodschaft Ermland-Masuren. Er gehört zur Gmina Płoskinia (Landgemeinde Plaßwich) im Powiat Braniewski (Kreis Braunsberg).

## Geographische Lage
Giedyle liegt i Nordwesten der Woiwodschaft Ermland-Masuren, 18 Kilometer südöstlich der Kreisstadt Braniewo (Braunsberg).

## Geschichte
Das seinerzeit Gedilgen genannte Dorf bestand aus mehreren großen und kleinen Höfen. Als eine Landgemeinde wurde es 1874 in den neu errichteten Amtsbezirk Plaßwich (polnisch Płoskinia) im ostpreußischen Kreis Braunsberg, Regierungsbezirk Königsberg, aufgenommen. Im Jahre 1910 zählte Gedilgen 104 Einwohner.
Am 30. September 1928 vergrößerte sich das Gedilgen um das Gut Lauenhof (polnisch Łojewo), das eingemeindet wurde. Die Einwohnerzahl stieg bis 1933 auf 135 und bis 1939 auf 129.
Als 1945 in Kriegsfolge das gesamte südliche Ostpreußen an Polen fiel, erhielt Gedilgen die polnische Namensform „Giedyle“. Heute ist das kleine Dorf eine Ortschaft innerhalb der Gmina Płoskinia (Landgemeinde Plaßwich) im Powiat Braniewski, von 1975 bis 1998 der Woiwodschaft Elbląg, seither der Woiwodschaft Ermland-Masuren zugehörig.

## Religion
Giedyle gehört heute wie schon Gedilgen vor 1945 zur römisch-katholischen Kirche St. Katharina in Płoskinia (Plaßwich) im heutigen Erzbistum Ermland. Bis 1945 war das Dorf auch in die evangelische Pfarrkirche Mehlsack (polnisch Pieniężno) in der Kirchenprovinz Ostpreußen der Kirche der Altpreußischen Union, ist nun aber heute der Diözese Masuren in der Evangelisch-Augsburgischen Kirche in Polen zugeordnet.

## Verkehr
Giedyle liegt an einer Nebenstraße, die Płoskinia mit Łozy (Klingenberg) verbindet. Eine Bahnanbindung besteht nicht.